# Selaginella selangorensis
Selaginella selangorensis är en mosslummerväxtart som beskrevs av Richard Henry Beddome och Henry Nicholas Ridley. Selaginella selangorensis ingår i släktet mosslumrar, och familjen mosslummerväxter. Utöver nominatformen finns också underarten S. s. ciliata.